# Крусита
Крусита (исп. Crucita) — город на тихоокеанском побережье Эквадора. Находится в 20 километрах северо-восточнее города Манта. В настоящее время является одним из центров пляжного парапланеризма в Южной Америке.